# Centaurea bordzilowski
Centaurea bordzilowski là một loài thực vật có hoa trong họ Cúc. Loài này được Lonacz mô tả khoa học đầu tiên năm 1909.